# Sphenolobopsis
Sphenolobopsis là một chi rêu trong họ Anastrophyllaceae.